# Wisconsin State Fair Park

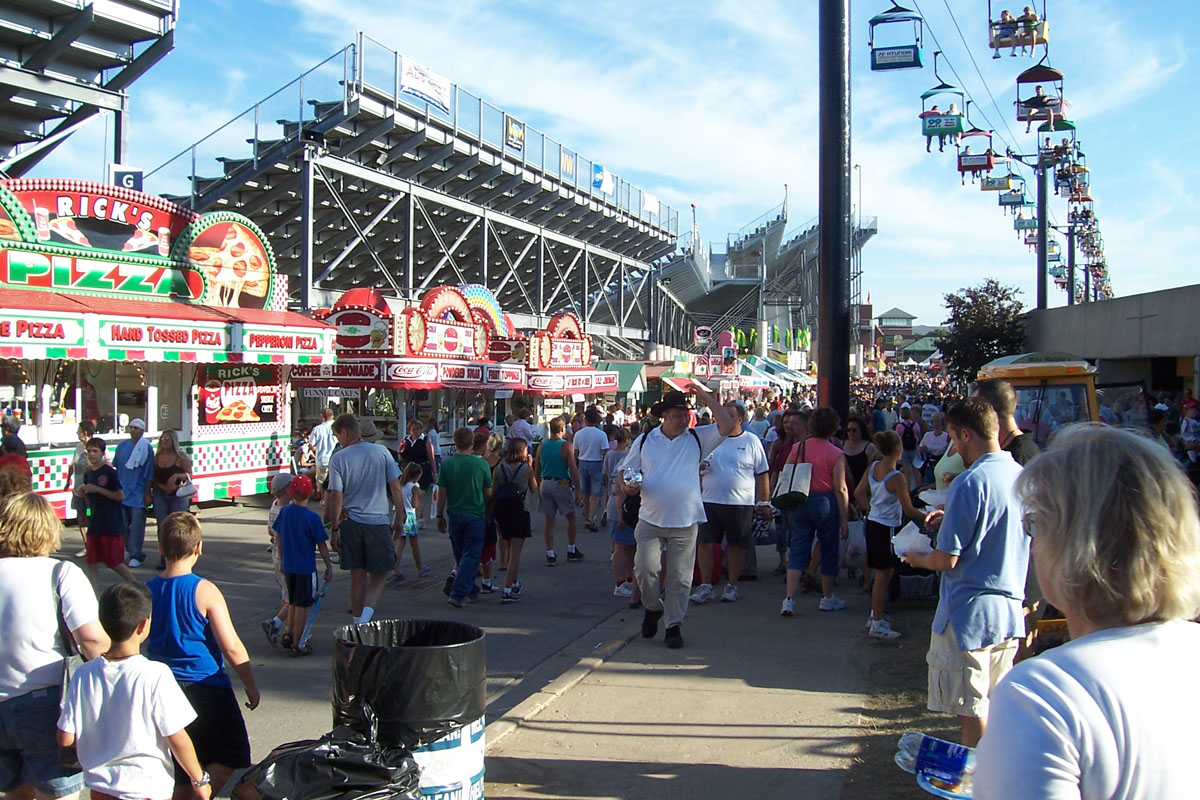
Wisconsin State Fair

Der Wisconsin State Fair Park ist ein Messe- und Veranstaltungsgelände in West Allis im US-Bundesstaat Wisconsin. Die Wisconsin State Fair fand hier seit 1892 statt. Er ist auch eines der Motorsportzentren des amerikanischen Mittleren Westens. In ihm liegt die Rennstrecke Milwaukee Mile, die älteste durchgehend betriebene Rennstrecke der Welt und das Pettit National Ice Center, eine Trainingseinrichtung des US-amerikanischen Eislauf-Olympiakaders, das ebenfalls dem Bundesstaat Wisconsin gehört.

## Geschichte
Die Wisconsin Agricultural Society kaufte 1891 etwa 40 ha Land auf dem Gebiet des damaligen North Greenfield (Siedlung Honey Creek) von George Stevens, um der Landesausstellung von Wisconsin einen ständigen Veranstaltungsort zu sichern. Auf dem Gelände stand während des Spanisch-Amerikanischen Krieges und beider Weltkriege das Camp Harvey. Zwei Denkmäler am Eingang des Ausstellungszentrums der Messe erinnern daran.
Auf dem Gelände befindet sich auch ein vom Wisconsin Department of Natural Resources unter Schutz gestelltes Gelände, auf dem sich einer von zwei Fundorten von den Indianern künstlich angelegter Erdhügel im Milwaukee County befindet. Der zweite befindet sich in Lake Park in Milwaukee.  Die 4 prähistorische Erdhügel, die von den Woodlands People zwischen den Jahren 100 und 1000 errichtet wurden, enthielten Artefakte, die bis 8000 vor der Zeitrechnung datiert wurden. Von ihnen sind einige im West Allis Historical Museum ausgestellt.
Im Wisconsin State Fair Park befand sich auch ein als „Dairy Bowl“ bekanntes Football-Stadion. Es war von 1934 bis 1951 Heimatstadion der  in der NFL spielenden Green Bay Packers, wenn sie in Milwaukee spielten. Das Endspiel der NFL Championship 1939 wurde hier gespielt. 1940 und 1941 war das Stadion auch Heimat der in der dritten Liga der AFL spielenden Milwaukee Chiefs.
Vom 25. bis 27. Juli 1969 fand das Midwest Rock Festival im Park statt.

## Einrichtungen auf dem Gelände
- Ag Village
- Master Spas Pavilion
- Milwaukee Mile (Rennstrecke)
- Pettit National Ice Center (Eissportzentrum)
- Wohnwagenparkplatz
- Gästezentrum
- Tommy G. Thompson Youth Center
- Wisconsin Exposition Center (Ausstellungszentrum)
- Wisconsin Products Pavilion
- Parks of Milwaukee